# N’Djamena
N’Djamena Csád fővárosa, egyben legnagyobb városa. Kikötője a Chari folyón, nem messze a Logone folyó torkolatától, szemben helyezkedik el Kousséri kameruni várossal, amellyel híd köti össze. N’Djamena egyike Csád speciális státuszú régióinak, és 10 arrondissement-re osztották fel. Az élő állat, a só, a datolya és a gabona regionális piaca. Fő ipara a húsfeldolgozás.

## Földrajz

### Éghajlat
N'Djamena félszáraz (szemiarid) klímával rendelkezik, egy rövid esős évszak és egy hosszú száraz évszak követi egymást az év során. Az esős évszak júniustól szeptemberig tart, a legtöbb csapadék augusztusban hullik. A száraz évszak az év többi nyolc hónapjában jellemző, ekkor nagyon nagy a forróság a városban.
| Hónap                         | Jan. | Feb. | Már. | Ápr. | Máj. | Jún. | Júl. | Aug. | Szep. | Okt. | Nov. | Dec. | Év   |
| ----------------------------- | ---- | ---- | ---- | ---- | ---- | ---- | ---- | ---- | ----- | ---- | ---- | ---- | ---- |
| Átlagos max. hőmérséklet (°C) | 32,4 | 35,2 | 38,7 | 41,0 | 40,0 | 37,2 | 33,5 | 31,6 | 33,7  | 36,9 | 35,8 | 33,5 | 35,8 |
| Átlaghőmérséklet (°C)         | 23,4 | 25,9 | 29,9 | 32,9 | 32,9 | 30,9 | 28,3 | 27,0 | 28,2  | 29,4 | 26,8 | 24,2 | 28,3 |
| Átlagos min. hőmérséklet (°C) | 14,3 | 16,6 | 21,0 | 24,8 | 25,8 | 24,7 | 23,1 | 22,4 | 22,7  | 21,8 | 17,8 | 14,8 | 20,8 |
| Átl. csapadékmennyiség (mm)   | 0    | 0    | 0    | 10   | 25   | 51   | 143  | 174  | 84    | 20   | 0    | 0    | 507  |
| Havi napsütéses órák száma    | 297  | 277  | 282  | 273  | 285  | 258  | 213  | 201  | 228   | 285  | 300  | 303  | 3202 |

## Történelem
N’Djamenát Fort Lamy néven a francia katonai parancsnok, Émile Gentil  alapította 1900. május 19-én. Egy tisztjéről nevezte el, akit néhány nappal korábban a kousséri csatában öltek meg. 1973. április 6-án François Tombalbaye elnök „afrikanizációs” programja keretében a nevét N’Djamenára változtatta egy közeli falu neve után, ami „pihenőhelyet” jelent.
A csádi polgárháború során 1979-ben a város jelentős részbe elpusztult, majd az 1980-as összecsapásokban ismét jelentős károk érték. Sokan elmenekültek, de lélekszáma azóta újra gyorsan emelkedik. 1937-ben a városnak 9976 lakosa volt, de egy évtizeddel később már 18 435. Miután Csád 1968-ban kivívta a függetlenséget, a városnak 126 483 lakója volt, 1993-ban pedig már 529 555.

## Demográfia

### Népességváltozás
| Lakosok száma | 9976 | 18 375 | 60 000 | 130 000 | 530 965 | 951 418 | 1 092 066 |
|               | 1937 | 1947   | 1960   | 1970    | 1993    | 2009    | 2012      |

### Etnikumok, vallások
A város nagyon vegyes vallási-etnikai képet mutat, bár az iszlám dominanciája világos. 
A fő etnikai csoportok:[mikor?][forrás?] csádi arab (11,08%), ngambay (16,41%), hadjerai (9,15%), daza (6,97%), bilala (5,83%), kanembu (5,80%), maba (4,84%), kanuri (4,39%), gor (3,32%), kuka (3,20%), szara (2,24%), és barma (2,10%).